# Pseudacidalia unilineata
Pseudacidalia unilineata là một loài bướm đêm trong họ Noctuidae.